# Mistrzostwa Świata w Piłce Nożnej 2026 (eliminacje strefy CONCACAF)/Grupa E
Ten artykuł dotyczy trwającego lub niedawnego wydarzenia sportowego. Informacje w nim zamieszczone mogą się zmienić lub zdezaktualizować wraz z postępem zdarzenia. Początkowe doniesienia, wyniki lub statystyki mogą być niepewne. Ostatnie aktualizacje do tego artykułu mogą nie odzwierciedlać najbardziej aktualnych informacji.
W Grupie E drugiej rundy eliminacji do Mistrzostw Świata 2026 biorą udział następujące zespoły:
- Jamajka
- Gwatemala
- Dominikana
- Dominika
- Brytyjskie Wyspy Dziewicze

## Tabela
| Lp. | Drużyna                    | M | Z | R | P | B+ | B– | +/– | Pkt | Kwalifikacja            |     | Jamajka | Gwatemala | Dominikana | Dominika | Brytyjskie Wyspy Dziewicze |
| --- | -------------------------- | - | - | - | - | -- | -- | --- | --- | ----------------------- | --- | ------- | --------- | ---------- | -------- | -------------------------- |
| 1   | Jamajka                    | 4 | 4 | 0 | 0 | 8  | 2  | +6  | 12  | Awans do trzeciej rundy |     |         | 3–0       | 1–0        |          |                            |
| 2   | Gwatemala                  | 4 | 3 | 0 | 1 | 13 | 5  | +8  | 9   | Awans do trzeciej rundy |     |         |           | 4–2        | 6–0      |                            |
| 3   | Dominikana                 | 4 | 2 | 0 | 2 | 11 | 5  | +6  | 6   |                         |     |         |           |            | 5–0      | 4–0                        |
| 4   | Dominika                   | 4 | 1 | 0 | 3 | 5  | 14 | −9  | 3   |                         | 2–3 |         |           |            | 3–0      |                            |
| 5   | Brytyjskie Wyspy Dziewicze | 4 | 0 | 0 | 4 | 0  | 11 | −11 | 0   |                         | 0–1 | 0–3     |           |            |          |                            |

## Wyniki
| 6 czerwca 202404:00 CEST | Gwatemala                                                            | 6:0(2:0) | Dominika | Estadio Doroteo Guamuch Flores, Gwatemala |
| 6 czerwca 202404:00 CEST | Galindo 4', 48' · Yanes 27' · Rubín 58' · Martínez 78' · Morales 83' | 6:0(2:0) |          | Estadio Doroteo Guamuch Flores, Gwatemala |

| 7 czerwca 202401:30 CEST | Jamajka       | 1:0(1:0) | Dominikana | Independence Park, Kingston Widzów: 9 266 Sędzia: Drew Fischer |
| 7 czerwca 202401:30 CEST | Nicholson 16' | 1:0(1:0) |            | Independence Park, Kingston Widzów: 9 266 Sędzia: Drew Fischer |

| 8 czerwca 202421:00 CEST | Brytyjskie Wyspy Dziewicze                    | 0:3(0:2) | Gwatemala | A.O. Shirley Recreation Ground, Road Town Sędzia: Kwinsi Williams |
| 8 czerwca 202421:00 CEST | 23' Castellanos · 45+3' Rubín · 47' (k) Pinto | 0:3(0:2) |           | A.O. Shirley Recreation Ground, Road Town Sędzia: Kwinsi Williams |

| 9 czerwca 202421:00 CEST | Dominika               | 2:3(0:2) | Jamajka                            | Windsor Park, Roseau Widzów: 6 500 Sędzia: Fernando Guerrero Ramírez |
| 9 czerwca 202421:00 CEST | George 82' · Jules 88' | 2:3(0:2) | 30', 79' (k) Nicholson · 42' Dixon | Windsor Park, Roseau Widzów: 6 500 Sędzia: Fernando Guerrero Ramírez |

| 12 czerwca 202402:00 CEST | Dominikana                            | 4:0(3:0) | Brytyjskie Wyspy Dziewicze | Estadio Panamericano, San Cristóbal Widzów: 1 100 Sędzia: Adonai Escobedo |
| 12 czerwca 202402:00 CEST | Núñez 2', 31' · Romero 14' (k), 90+3' | 4:0(3:0) |                            | Estadio Panamericano, San Cristóbal Widzów: 1 100 Sędzia: Adonai Escobedo |

| 4 czerwca 202521:00 CEST | Dominika                     | 3:0(2:0) | Brytyjskie Wyspy Dziewicze | Windsor Park, Roseau Sędzia: Karen Hernández |
| 4 czerwca 202521:00 CEST | Laville 29', 75' · Jules 35' | 3:0(2:0) |                            | Windsor Park, Roseau Sędzia: Karen Hernández |

| 7 czerwca 202504:00 CEST | Gwatemala                         | 4:2(1:2) | Dominikana                | Estadio Cementos Progreso, Gwatemala Sędzia: Guido Gonzales Jr. |
| 7 czerwca 202504:00 CEST | Santis 6', 59', 62' · Samayoa 53' | 4:2(1:2) | 16' Romero · 36' Mörschel | Estadio Cementos Progreso, Gwatemala Sędzia: Guido Gonzales Jr. |

| 7 czerwca 202521:00 CEST | Brytyjskie Wyspy Dziewicze | 0:1(0:1) | Jamajka | A.O. Shirley Recreation Ground, Road Town Sędzia: Bryan López |
| 7 czerwca 202521:00 CEST | 17' Brown                  | 0:1(0:1) |         | A.O. Shirley Recreation Ground, Road Town Sędzia: Bryan López |

| 11 czerwca 202501:00 CEST | Dominikana                                                            | 5:0(4:0) | Dominika | Estadio Olímpico Félix Sánchez, Santo Domingo Sędzia: Marianela Araya |
| 11 czerwca 202501:00 CEST | Romero 16' · Kaparos 33' · Dollenmayer 39' · Reyes 44' · González 89' | 5:0(4:0) |          | Estadio Olímpico Félix Sánchez, Santo Domingo Sędzia: Marianela Araya |

| 11 czerwca 202501:00 CEST | Jamajka                      | 3:0(2:0) | Gwatemala | Independence Park, Kingston Sędzia: David Gómez |
| 11 czerwca 202501:00 CEST | Russell 26' · Brown 37', 73' | 3:0(2:0) |           | Independence Park, Kingston Sędzia: David Gómez |

## Strzelcy

### 4 gole
- Dorny Romero

### 3 gole
- Óscar Santis
- Warner Brown
- Shamar Nicholson

### 2 gole
- Troy Jules
- Audel Laville
- Rafael Núñez
- Alejandro Galindo
- Rubio Rubín

### 1 gol
- Javid George
- Noah Dollenmayer
- Peter González
- Jimmy Kaparos
- Heinz Mörschel
- Edarlyn Reyes
- Oscar Castellanos
- José Carlos Martínez
- José Morales
- José Carlos Pinto
- Nicolás Samayoa
- Allen Yanes
- Kaheim Dixon
- Jon Russell